# آبنو (بردسکن)
آبنو نام روستایی از توابع بخش مرکزی شهرستان بردسکن در استان خراسان رضوی است.

## جمعیت
این روستا در دهستان کنارشهر قرار دارد و براساس سرشماری مرکز آمار ایران در سال ۱۳۸۵، جمعیت آن ۴۹۸ نفر (۱۵۹ خانوار) بوده است.